# Präsidentschaftswahl in Indonesien 2019
Die Präsidentschaftswahl in Indonesien 2019 fand am 17. April 2019 gemeinsam mit der Parlamentswahl und zahlreichen Regional- und Kommunalwahlen statt. Sie wurde vom regierenden Präsidenten Joko Widodo gewonnen, gegen den Prabowo Subianto angetreten war.

## Hintergrund
Nach dem Sturz des Diktators Suharto wandelte sich Indonesien zu einer Präsidialrepublik. Da bis 2004 der Präsident vom Militär ernannt worden war, ist es erst die vierte Präsidentschaftswahl in Indonesien seit der Unabhängigkeit 1945. Wahlberechtigt sind Personen ab 17 Jahren, die einen elektronischen Identitätsnachweis besitzen. In einigen abgelegenen Landesteilen wie der Unruheprovinz Papua haben viele eigentlich Wahlberechtigte keinen solchen Ausweis. Die Opposition kritisierte Unregelmäßigkeiten, etwa 17 Millionen Wähler seien mit denselben Geburtsdaten registriert, bei einigen liege das registrierte Geburtsdatum im 1. Jahrhundert. Knapp 193 Millionen Menschen sind als wahlberechtigt registriert.
Die Wirtschaft des Inselstaates wächst, speziell der Tourismus und der Export von Palmöl, Kohle, Metalle und Erdgas. Der Wohlstand ist allerdings ungleich verteilt, etwa ein Viertel der Bevölkerung lebt unter der Armutsgrenze, davon besonders viele Menschen in der Landwirtschaft.
Indonesien ist das bevölkerungsreichste muslimische Land der Erde, 87 Prozent der Staatsbürger sind Muslime. Obwohl Staat und Kirche offiziell getrennt sind, war Religion im Wahlkampf ein wichtiges Thema.

## Kandidaten
Es traten wieder dieselben beiden Kandidaten wie zur Präsidentschaftswahl 2014 an:
- Joko Widodo, genannt Jokowi, ist der amtierende Präsident Indonesiens. 2014 war er mit einem Programm für Pluralität und gegen soziale Ungerechtigkeit angetreten. Viele sehen ihn in der Umsetzung seiner damaligen Wahlversprechen gescheitert. Auch wird ihm vorgeworfen, zu wenig für die Menschenrechte im Land getan zu haben. Als Erfolge seiner Amtszeit werden zahlreiche Infrastrukturprojekte wie die neue U-Bahn in der Hauptstadt Jakarta angeführt. Als Vizepräsidentschaftskandidaten wählte er den konservativen Kleriker Ma’ruf Amin.[3][2]
- Prabowo Subianto, ist ein pensionierter General und Schwiegersohn Suhartos. Er vertritt eine konservativ-islamisch orientierte Law-and-Order-Politik. Sein Vizepräsidentschaftskandidat ist der vermögende Investmentbanker Sandiaga Uno. Prabowo warf Präsident Widodo vor, zu sehr weltliche Einstellungen zu vertreten und muslimische Prinzipien nicht zu respektieren. Er versprach im Fall seiner Wahl speziell die Unterstützung der Bauern.[3][2]

## Ergebnis

Mehrheiten in den Provinzen:

Mehrheiten in den Regierungsbezirken und Städten:

Nachwahlbefragungen deuteten auf einen Wahlsieg des Amtsinhabers Jokowi hin, Meinungsforschungsinstitute sahen ihn bei etwa 55 Prozent der Stimmen. Widodo erklärte sich am Tag nach der Wahl zum Sieger, dies wurde von Gegenkandidat Prabowo jedoch, genau wie bei der vorherigen Wahl, nicht anerkannt.
Am 21. Mai 2019 wurde das Endergebnis bekanntgegeben. Demnach gewann Joko Widodo mit 55,5 Prozent der Stimmen. Insgesamt hatten mehr als 154 Millionen Menschen an der Wahl teilgenommen.
| Stimmen nach Region                                      | Stimmen nach Region   |                                                 |                                                 |                                                             |                                                             | Stimmen gesamt |  |
| Stimmen nach Region                                      | Stimmen nach Region   | Joko Widodo Ma’ruf Amin Koalisi Indonesia Kerja | Joko Widodo Ma’ruf Amin Koalisi Indonesia Kerja | Prabowo Subianto Sandiaga Uno Koalisi Indonesia Adil Makmur | Prabowo Subianto Sandiaga Uno Koalisi Indonesia Adil Makmur | Stimmen gesamt |  |
| Insel(gruppe)                                            | Provinz               | Stimmen                                         | %                                               | Stimmen                                                     | %                                                           | Stimmen gesamt |  |
| -------------------------------------------------------- | --------------------- | ----------------------------------------------- | ----------------------------------------------- | ----------------------------------------------------------- | ----------------------------------------------------------- | -------------- |  |
| Sumatra                                                  | Aceh                  | 404.188                                         | 14,41                                           | 2.400.746                                                   | 85,59                                                       | 2.804.934      |  |
| Sumatra                                                  | Sumatra Utara         | 3.936.515                                       | 52,32                                           | 3.587.786                                                   | 47,68                                                       | 7.524.301      |  |
| Sumatra                                                  | Sumatra Barat         | 407.761                                         | 14,08                                           | 2.488.733                                                   | 85,92                                                       | 2.896.494      |  |
| Sumatra                                                  | Riau                  | 1.248.713                                       | 38,73                                           | 1.975.287                                                   | 61,27                                                       | 3.224.000      |  |
| Sumatra                                                  | Jambi                 | 859.833                                         | 41,68                                           | 1.203.025                                                   | 58,32                                                       | 2.062.858      |  |
| Sumatra                                                  | Sumatra Selatan       | 1.942.987                                       | 40,30                                           | 2.877.781                                                   | 59,70                                                       | 4.820.768      |  |
| Sumatra                                                  | Bengkulu              | 583.488                                         | 49,89                                           | 585.999                                                     | 50,11                                                       | 1.169.487      |  |
| Sumatra                                                  | Lampung               | 2.853.585                                       | 59,34                                           | 1.955.689                                                   | 40,66                                                       | 4.809.274      |  |
| Sumatra                                                  | Bangka Belitung       | 495.729                                         | 63,23                                           | 288.235                                                     | 36,77                                                       | 783.964        |  |
| Sumatra                                                  | Kepulauan Riau        | 550.692                                         | 54,19                                           | 465.511                                                     | 45,81                                                       | 1.016.203      |  |
| Java                                                     | Banten                | 2.537.524                                       | 38,46                                           | 4.059.514                                                   | 61,54                                                       | 6.597.038      |  |
| Java                                                     | Jakarta               | 3.279.547                                       | 51,68                                           | 3.066.137                                                   | 48,32                                                       | 6.345.684      |  |
| Java                                                     | Jawa Barat            | 10.750.568                                      | 40,07                                           | 16.077.446                                                  | 59,93                                                       | 26.828.014     |  |
| Java                                                     | Jawa Tengah           | 16.825.511                                      | 77,29                                           | 4.944.447                                                   | 22,71                                                       | 21.769.958     |  |
| Java                                                     | Yogyakarta            | 1.655.174                                       | 69,03                                           | 742.481                                                     | 30,97                                                       | 2.397.655      |  |
| Java                                                     | Jawa Timur            | 16.231.668                                      | 65,79                                           | 8.441.247                                                   | 34,21                                                       | 24.672.915     |  |
| Kleine Sundainseln (Sunda Kecil)                         | Bali                  | 2.351.057                                       | 91,68                                           | 213.415                                                     | 8,32                                                        | 2.564.472      |  |
| Kleine Sundainseln (Sunda Kecil)                         | Nusa Tenggara Barat   | 951.242                                         | 32,11                                           | 2.011.319                                                   | 67,89                                                       | 2.962.561      |  |
| Kleine Sundainseln (Sunda Kecil)                         | Nusa Tenggara Timur   | 2.368.982                                       | 88,57                                           | 305.587                                                     | 11,43                                                       | 2.674.569      |  |
| Kalimantan                                               | Kalimantan Barat      | 1.709.896                                       | 57,50                                           | 1.263.757                                                   | 42,50                                                       | 2.973.653      |  |
| Kalimantan                                               | Kalimantan Tengah     | 830.948                                         | 60,74                                           | 537.138                                                     | 39,26                                                       | 1.368.086      |  |
| Kalimantan                                               | Kalimantan Selatan    | 823.939                                         | 35,92                                           | 1.470.163                                                   | 64,08                                                       | 2.294.102      |  |
| Kalimantan                                               | Kalimantan Timur      | 1.094.845                                       | 55,71                                           | 870.443                                                     | 44,29                                                       | 1.965.288      |  |
| Kalimantan                                               | Kalimantan Utara      | 248.239                                         | 70,04                                           | 106.162                                                     | 29,96                                                       | 354.401        |  |
| Sulawesi                                                 | Sulawesi Utara        | 1.220.524                                       | 77,24                                           | 359.685                                                     | 22,76                                                       | 1.580.209      |  |
| Sulawesi                                                 | Gorontalo             | 369.803                                         | 51,73                                           | 345.129                                                     | 48,27                                                       | 714.932        |  |
| Sulawesi                                                 | Sulawesi Tengah       | 914.588                                         | 56,41                                           | 706.654                                                     | 43,59                                                       | 1.621.242      |  |
| Sulawesi                                                 | Sulawesi Tenggara     | 555.664                                         | 39,75                                           | 842.117                                                     | 60,25                                                       | 1.397.781      |  |
| Sulawesi                                                 | Sulawesi Barat        | 475.312                                         | 64,32                                           | 263.620                                                     | 35,68                                                       | 738.932        |  |
| Sulawesi                                                 | Sulawesi Selatan      | 2.117.591                                       | 42,98                                           | 2.809.393                                                   | 57,02                                                       | 4.926.984      |  |
| Molukken                                                 | Maluku                | 599.457                                         | 60,40                                           | 392.940                                                     | 39,60                                                       | 992.397        |  |
| Molukken                                                 | Maluku Utara          | 310.548                                         | 47,39                                           | 344.823                                                     | 52,61                                                       | 655.371        |  |
| Westneuguinea (Papua)                                    | Papua                 | 3.021.713                                       | 90,66                                           | 311.352                                                     | 9,34                                                        | 3.333.065      |  |
| Westneuguinea (Papua)                                    | Papua Barat           | 508.997                                         | 79,81                                           | 128.732                                                     | 20,19                                                       | 637.729        |  |
| Indonesier im Ausland                                    | Indonesier im Ausland | 570.534                                         | 73,31                                           | 207.746                                                     | 26,69                                                       | 778.280        |  |
|                                                          |                       |                                                 |                                                 |                                                             |                                                             |                |  |
| Quelle: Parlamentswahlkommission (Komisi Pemilihan Umum) |                       |                                                 |                                                 |                                                             |                                                             |                |  |